# Малий Вишнопіль
Ма́лий Вишно́піль —  село в Україні, у Староостропільській сільській громаді Хмельницького району Хмельницької області. Населення становить 50 осіб. До 2020 орган місцевого самоврядування — Староостропільська сільська рада.

## Герб
Щит розтятий двічі на червоне, срібне і червоне. В першому і третьому полях золоті застібки-фібули. В другому полі три грона вишень в стовп, в кожному по три червоні ягоди з зеленим листком. Вишні – символ назви села (герб є промовистим). Золоті застібки-фібули – символ поселення черняхівської культури, що існувало на теренах біля сучасного села.

## Історія
7 (20) листопада 1917 року, відповідно до Третього Універсалу Української Центральної Ради, увійшло до складу Української Народної Республіки.
12 червня 2020 року, відповідно до розпорядження Кабінету Міністрів України № 727-р «Про визначення адміністративних центрів та затвердження територій територіальних громад Хмельницької області», увійшло до складу Староостропільської сільської громади.
19 липня 2020 року, після ліквідації Старокостянтинівського району, село увійшло до Хмельницького району.